# Bathyergus janetta
Bathyergus janetta е вид бозайник от семейство Bathyergidae.

## Разпространение
Видът е разпространен в Намибия и Южна Африка.